# Oilton (Oklahoma)
Oilton és una ciutat dels Estats Units a l'estat d'Oklahoma. Segons el cens del 2000 tenia 1.099 habitants.

## Demografia
Segons el cens del 2000, Oilton tenia 1.099 habitants, 447 habitatges, i 291 famílies. La densitat de població era de 652,8 habitants per km².
Dels 447 habitatges en un 33,6% hi vivien nens de menys de 18 anys, en un 51,2% hi vivien parelles casades, en un 10,3% dones solteres, i en un 34,7% no eren unitats familiars. En el 30,9% dels habitatges hi vivien persones soles el 16,3% de les quals corresponia a persones de 65 anys o més que vivien soles. El nombre mitjà de persones vivint en cada habitatge era de 2,46 i el nombre mitjà de persones que vivien en cada família era de 3,11.
Per edats la població es repartia de la següent manera: un 29,1% tenia menys de 18 anys, un 9,2% entre 18 i 24, un 26,7% entre 25 i 44, un 20% de 45 a 60 i un 15% 65 anys o més.
L'edat mediana era de 34 anys. Per cada 100 dones de 18 o més anys hi havia 87,3 homes.
La renda mediana per habitatge era de 23.274 $ i la renda mediana per família de 29.766 $. Els homes tenien una renda mediana de 26.250 $ mentre que les dones 19.219 $. La renda per capita de la població era d'11.831 $. Entorn del 21,7% de les famílies i el 26,4% de la població estaven per davall del llindar de pobresa.

## Poblacions més properes
El següent diagrama mostra les poblacions més properes.